# 女子差別撤廃委員会
女子差別撤廃委員会（英: Committee on the Elimination of Discrimination against Women、CEDAW）は、女子差別撤廃条約の履行を監視するために国際連合人権理事会が設置している外部専門家からなる組織である。

## 概説
国連総会によって1979年に採択され1981年に発効した女子差別撤廃条約の実施に関する、締約国からの報告の検討、委員会活動の国連総会への報告、提案及び勧告などを行うために、同条約第17条に基づき設置されている。
国による条約違反によって女子差別の被害を受けた被害者が女子差別撤廃委員会に対して通報できる個人通報制度が、女子差別撤廃条約の選択議定書には定められている。しかし日本はこの議定書を批准しておらず、批准を求める請願が国会に提出されたが、日本政府は「司法権の独立を侵す可能性がある」ことを理由として個人通報制度を認めていない。
1年間で3回、政府報告審査と作業部会（個人通報作業部会と会期前作業部会が併行して開催される）が開かれている。期間は各会期ごとに政府報告審査が3週間、作業部会が1週間であり、年間で約3か月間活動している。

## 機能
内閣府の男女共同参画局によれば、女子差別撤廃委員会の機能は以下の通りである。
1. 毎年会合を開き、締約国が提出する報告（同条約の履行のために取った立法上、司法上、行政上の措置等に関するもの）を検討すること（会合は年3回開催（2,7,10月頃）、於：ジュネーブの国連欧州本部）
2. 委員会の活動を経済社会理事会を通じて国連総会に報告すること
3. 締約国から得た情報及び情報の検討に基づく提案及び一般的な性格を有する勧告を行うこと

## 構成
女子差別撤廃委員会の委員は、女子差別撤廃条約の締約国国民の中から締約国により選出され、個人の資格で職務を遂行する。定員は23名。任期4年で、2年毎に委員の半数が改選される。
2009年3月時点での委員の構成は、弁護士5名、政府関係者（外交官、国会議員）8名、学者6名、女性団体・NGO代表が3名。

## 沿革
- 1982年4月 委員の第1回選出が行われた[3]。

## 日本との関係

### 男女共同参画局
内閣府の男女共同参画局は、CEDAWの日本に関する報告書を英語版ウェブサイトに掲載している。
日本の民法には、非嫡出子は父親の同意なく父親姓を名乗れないなど家父長制の残滓が未だにあり（790条2項）、CEDAWは2015年12月の勧告に続き、2024年に日本政府に対する勧告を含む最終見解を公表した。また、在沖米軍基地に由来する女性や少女への性暴力に関し、加害者を処罰する適切な措置を取り、被害者に補償するよう勧告した。

### 沿革
- 1987年～1994年、赤松良子（元文部大臣）が委員を務める[6]。
- 1995年～2001年10月、佐藤ギン子（元証券取引等監視委員長）が委員を務める[6]。
- 1999年～2001年10月、多谷千香子（旧ユーゴ国際刑事裁判所訴訟判事）が委員を務める[6]。
- 2001年11月～2007年12月、齋賀富美子（人権担当大使）が委員を務める[6]。
- 2008年1月より、林陽子（弁護士、ジェンダー法学会理事[7]）が委員を務める[6]。任期は2018年12月まで。
- 2009年8月18日、日本における女子差別撤廃条約の実施状況の審査の結果をまとめた「総括所見[8]」を公表した。その中で、「35. 委員会は、これらのビデオゲームと漫画が、児童買春と児童ポルノを禁止するべき児童ポルノの法による定義から外れている点に懸念を表明する。」との見解を表明した。なお、同所見で遵守を求められている「北京行動綱領[9]」には、表現の自由を侵害する規制は行ってはならないという旨の条項がある[10]。
- 2011年11月30日 日本政府に対し、選択的夫婦別姓制度の導入などの「民法改正法案の採択」のとりくみを今後1年以内に国連に報告するよう勧告した[11]。具体的には、民法改正法案（婚姻年齢を男女とも18歳に統一、選択的夫婦別姓制度の導入、婚外子と婚内子の相続分の同等化）の採択（国会提出のための閣議決定など）について講じた措置を1年以内に報告することを求めた。また、政府の民法改正法案に含まれていなかった、女性のみに課せられている6カ月の再婚禁止期間の廃止についても法規定と1年以内の報告を求めた[12][13]。なおのちに民法が改正され、731条は「婚姻は、十八歳にならなければ、することができない。」になった。

- 2014年6月26日、林陽子が委員に再選[14]。
- 2015年2月16日、林陽子が委員長に選出。任期は2015年2月より2年間[15]。
- 2016年3月、日本政府に対し、選択的夫婦別姓の導入を再度(2003年、2009年に引き続き3度目）求めるとともに、最高裁で100日を超える部分について違憲とした女性の再婚禁止期間についても更なる改善を求めた。その他妊娠、出産に関わるハラスメントの防止も求めた[16]。
- 2018年6月7日、秋月弘子（亜細亜大学教授）が委員に選出。任期は2019年1月から2022年12月[17][18]。
- 2019年1月、秋月弘子が委員に就任。
- 2022年6月23日、秋月弘子が委員に再選。任期は2023年1月から2026年12月[19][20]。
- 2023年1月より、秋月弘子が再任、副委員長に就任[21]。
- 皇室典範で皇位は男系男子が継承すると定められていることに関して、2024年、当委員会が日本に女性の皇位継承を認めるよう皇室典範の改正を勧告した[22]（皇位継承問題）。